# موندنهوف
موندنهوف (به آلمانی: Mundenhof) یک منطقهٔ مسکونی در آلمان است که در فرایبورگ واقع شده‌است. موندنهوف ۴۶ نفر جمعیت دارد.